# Nikołaj Karaczencow
Nikołaj Pietrowicz Karaczencow (ros. Николай Петрович Караченцов; ur. 27 października 1944 w Moskwie, zm. 26 października 2018 tamże) – radziecki i rosyjski aktor filmowy i głosowy. Ludowy Artysta RFSRR (1989). Laureat Państwowej Nagrody Federacji Rosyjskiej (2003).
Pochowany na Cmentarzu Trojekurowskim w Moskwie.

## Wybrana filmografia

### Filmy fabularne
- 1976: Romans sentymentalny jako brat Zoji
- 1980: Przygody Elektronika
- 1982: Księżniczka w oślej skórze
- 1989: Deja vu jako Miszka Japoniec

### Filmy animowane
- 1982: Alicja po drugiej stronie lustra jako Biały Rycerz
- 1983: Biuro rzeczy znalezionych
- 1988: Zły Bambr jako Bambr